# Félix Houphouët-Boigny
Félix Houphouët-Boigny (Yamoussoukro, 18 ottobre 1905 – Yamoussoukro, 7 dicembre 1993) è stato un sindacalista e politico ivoriano, primo Presidente della Costa d'Avorio dal 3 novembre 1960 al 7 dicembre 1993 e Primo ministro dal 4 agosto al 27 novembre 1960.

## Biografia
Sotto la guida politicamente pragmatica di Houphouët-Boigny, la Costa d'Avorio prosperò economicamente. Questo successo, non comune nell'Africa occidentale, divenne noto come il "miracolo ivoriano" ed era dovuto a una combinazione di una solida pianificazione, il mantenimento di forti legami con l'Occidente (in particolare la Francia) e lo sviluppo significativo delle industrie del caffè e del cacao. Tuttavia, lo sfruttamento del settore agricolo ha causato difficoltà nel 1980, dopo un forte calo dei prezzi del caffè e del cacao.
Durante la sua presidenza, Houphouët-Boigny mantenne uno stretto rapporto con la Francia, una politica conosciuta come Françafrique, e costruì una stretta amicizia con Jacques Foccart, il principale consigliere della politica africana nei governi de Gaulle e Pompidou. Aiutò i cospiratori che estromisero Kwame Nkrumah dal potere in Ghana nel 1966, prese parte al fallito colpo di Stato contro Mathieu Kérékou nel Benin nel 1977, e fu sospettato di essere coinvolto nel colpo di Stato del 1987 che allontanò Thomas Sankara dal potere in Burkina Faso. Houphouët-Boigny mantenne una forte politica estera anticomunista, che portò, tra le altre cose, a interrompere i rapporti diplomatici con l'Unione Sovietica nel 1969 (dopo aver stabilito le relazioni nel 1967) e rifiutando di riconoscere la Repubblica Popolare Cinese fino al 1983. Fornì assistenza all'UNITA, un movimento ribelle anticomunista appoggiato dagli Stati Uniti in Angola. Nel 1986 ristabilì i rapporti con l'Unione Sovietica, poco prima della caduta della sua confederazione.
In Occidente, Houphouët-Boigny era comunemente noto come "Saggio d'Africa" o "Grande Vecchio dell'Africa". Houphouët-Boigny trasferì la capitale del paese da Abidjan alla sua città natale Yamoussoukro e costruì una delle chiese più grandi del mondo, la Basilica di Nostra Signora della Pace di Yamoussoukro, al costo di 300 milioni di dollari. Al momento della sua morte, era il leader più longevo nella storia dell'Africa e il terzo leader più longevo al mondo, dopo Fidel Castro di Cuba e Kim Il-sung della Corea del Nord. Nel 1989, l'UNESCO ha creato il Premio per la pace di Félix Houphouët-Boigny per la "salvaguardia, mantenimento e ricerca della pace". Dopo la sua morte, le condizioni in Costa d'Avorio si deteriorarono rapidamente. Tra il 1994 e il 2002 ci furono una serie di colpi di Stato, una svalutazione della moneta, una recessione economica e, a partire dal 2002, una guerra civile.